# Pteris radicans
Pteris radicans är en kantbräkenväxtart som beskrevs av Christ. Pteris radicans ingår i släktet Pteris och familjen Pteridaceae. Inga underarter finns listade.